# Кростково
Кростково (пол. Krostkowo, нім. Freimark) — село в Польщі, у гміні Білосліве Пільського повіту Великопольського воєводства.
Населення — 336 осіб (2011).

## Демографія
Демографічна структура станом на 31 березня 2011 року:
|          | Загалом | Допрацездатний вік | Працездатний вік | Постпрацездатний вік |
| -------- | ------- | ------------------ | ---------------- | -------------------- |
| Чоловіки | 153     | 38                 | 101              | 14                   |
| Жінки    | 183     | 45                 | 110              | 28                   |
| Разом    | 336     | 83                 | 211              | 42                   |